# Rhytidoponera versicolor
Rhytidoponera versicolor é uma espécie de formiga do gênero Rhytidoponera.